# Copernicus Climate Change Service
Copernicus Climate Change Service (förkortat C3S)  är en av de sex tematiska tjänsterna som tillhandahålls av Europeiska unionens Copernicus-program. Copernicus-programmet förvaltas av Europeiska kommissionen och C3S implementeras av Europacentret för medellånga väderprognoser (ECMWF).
Målet för Copernicus Climate Change Service är att bygga upp en kunskapsbas i EU som till stöd för begränsnings- och anpassningspolicyer för klimatförändringar och global uppvärmning. Målet med tjänsten är att tillhandahålla tillförlitlig information om klimatets nuvarande och tidigare tillstånd, prognoserna på en säsongsrelaterad tidsskala och de kommande decenniernas mer sannolika prognoser för olika scenarier för utsläpp av växthusgaser och andra bidrag till klimatförändringarna.